# Las espigadoras
Las espigadoras (en francés, Des glaneuses o, a menudo, Les glaneuses) es un cuadro al óleo de Jean-François Millet terminado en 1857. Es una representación realista de mujeres espigando. La pintura es famosa por mostrar de una manera muy humana la realidad de la sociedad rural del siglo XIX, lo que fue mal recibido por la clase alta francesa. Cuando se expuso en el Salón de París de 1857, lo consideraron «peligroso». Posteriormente, se convirtió en símbolo del patriotismo francés, utilizándose para estimular el alistamiento durante la Primera Guerra Mundial.

## Historia
Durante el siglo XIX, Francia atravesaba profundas transformaciones tras la Revolución Industrial y los cambios sociales generados por el capitalismo. Millet vivía en la región rural de Barbizon, donde estaba en contacto cercano con campesinos pobres y veía de primera mano su ardua vida laboral. En este periodo, muchos artistas realistas, incluido Millet, buscaron alejarse de los temas idealizados de la pintura académica para representar la realidad de las clases trabajadoras.

## Descripción de la obra
El cuadro muestra a tres campesinas recolectando espigas de trigo después de la cosecha, una tarea que era simbólica de la pobreza rural. Las espigadoras no son las protagonistas de la cosecha, sino aquellas que recogen las sobras, un derecho concedido a los más pobres por los terratenientes en aquella época.

### Figuras en el primer plano
Las tres mujeres inclinadas ocupan el foco principal. Sus gestos, cargados de trabajo repetitivo y esfuerzo físico, hablan de su condición social y de la lucha por sobrevivir.

### Fondo
Se distingue un paisaje amplio donde los trabajadores recogen la cosecha en pilas más organizadas y una figura montada (probablemente un terrateniente o capataz), sugiriendo una jerarquía social.

### Paleta de colores
Millet empleó tonos terrosos y dorados que evocan el calor de la tarde y el agotador esfuerzo del trabajo manual.

## Recepción de la obra
Cuando fue presentada en el Salón de París de 1857, "Las espigadoras" provocó reacciones diversas. Algunos críticos alabaron su fuerza narrativa y su humanidad, mientras que otros lo acusaron de ser subversivo. En una época marcada por la tensión entre las clases, se consideró que retratar a los campesinos pobres con dignidad podía interpretarse como un acto político.

## Importancia y legado
La obra de Millet transformó la percepción de la pintura como una herramienta no solo para embellecer, sino para denunciar injusticias sociales. Hoy, "Las espigadoras" es un emblema de la humanidad del trabajo rural y una crítica visual de las desigualdades económicas. Se encuentra expuesta en el museo Musée d'Orsay en París.
Esta obra sigue recordándonos la universalidad del esfuerzo humano y la importancia de la justicia social.